# D-Block & S-te-Fan
D-Block & S-te-Fan, all'anagrafe Diederik Bakker e Stefan den Daas, sono un gruppo di musica elettronica olandese, conosciuto anche con l'acronimo DBSTF. È considerato uno dei più popolari nella scena hardstyle dalla stampa specializzata. Appartengono all'etichetta discografica specializzata in musica hardstyle Scantraxx.

## Storia del gruppo

### Gli inizi
Diederik e Stefan si incontrarono all'Aia, nei Paesi Bassi, alla fine del 2004 e decisero di formare insieme un duo musicale. Partecipano a molti festival famosi come Bassevent e Defqon.1. Diederik è figlio d'arte: durante la giovinezza, seguì l'attività del padre nei suoi studi di produzione ad Amsterdam. Stefan iniziò a comporre nei primi anni '90, in parallelo con l'ascesa dell'happy hardcore. Per le loro produzione musicali, sostengono di trarre ispirazione da altri produttori come DJ Isaac, Lady Dana e The Prophet. Sono considerati, in particolare con Headhunterz e Isaac, i pionieri della cosiddetta hardstyle classica.

### Music Made Addictz
Raggiunsero il successo con titoli come Guilty, Will Be Kickin e Bass, che permisero loro di firmare un contratto con la Scantraxx, contestualmente al lancio di un proprio catalogo, denominato Scantraxx Evolutionz. Per l'occasione, pubblicarono titoli degni di nota come Evolutionz e Ride With Uz. La consacrazione arrivò con l'uscita dell'inno ufficiale di Qlimax 2009, The Nature of our Mind, succedendo a Technoboy nel 2008 e Headhunterz nel 2007. Nel 2009, pubblicarono il loro primo album Music Made Addictz, che include collaborazioni con produttori come Wildstylez, DJ Isaac e High Voltage, oltre a Nosferatu, gli Endymion e Ruffneck, così come Max Enforcer per il remix di Ride With Uz. L'album raggiunse il 100º posto nella classifica olandese di ottobre e fu ben accolto dalla stampa specializzata. Lo stesso anno, vennero scelti da B2S per partecipare al Thrillogy 2009, che si svolge a Brabanthallen.

### Rockin 'Ur Mind
Nel corso del 2010, fu ufficializzata la loro partecipazione all'X-Qlusive di gennaio 2011 all'Heineken Music Hall, ad Amsterdam, con 7.500 spettatori. In attesa dell'evento, composero un titolo per i dieci anni di Q-dance, presentato in un evento dedicato all'Amsterdam Arena di fronte a 40.000 persone e successivamente a Mysteryland davanti a 65.000 persone. Guadagnarono nel frattempo il 73º posto nella top 100 del DJ Mag e vennero premiati nella categoria dei migliori duo harddance al mondo. Nel gennaio 2011 pubblicarono il loro secondo album, Rockin 'Ur Mind, che raggiunse il quarantanovesimo posto nella classifica musicale olandese, restando in classifica per quattro settimane. In occasione dell'Intents Festival 2011, composero l'inno per l'evento, The Magical Mystery, in collaborazione con MC Villain. Nel 2014, pubblicarono insieme a Isaac un nuovo EP chiamato Alive, accolto positivamente dalla stampa.

### DBSTF
Un altro grande successo fu il brano Beautiful World, prodotto con il duo big room olandese Blasterjaxx per Revealed Recordings. Sebbene sia stato messo in correlazione alle produzioni hardstyle/electro house degli W&W con Headhunterz, la produzione si è rivelata maggiormente big room-heavy, motivo legato anche all'utilizzo dello pseudonimo DBSTF su questo singolo e sui successivi in stile simile. Sotto il loro vero nome, il duo successivamente ha pubblicato il remix della canzone in stile hardstyle. La traccia vede la partecipazione del cantautore americano Ryder, già noto per la sua collaborazione con il dj Dyro. La traccia ha ricevuto recensioni quasi esclusivamente positive ed ha raggiunto la cima del Beatport Top-100.
Dopo due produzioni hardstyle, Louder con Rebourne e il doppio singolo Higher / Drop it Down, nell'aprile 2015 uscì un nuovo singolo big room intitolato Do Your Thing, per Doorn Records. In agosto pubblicarono con il duo olandese Sick Individuals Waiting For You, un singolo in stile progressive house per Mainstage Music. A gennaio 2016 tornarono a collaborare con i Blasterjaxx per il singolo Parnassia. A differenza di Beautiful World e Do Your Thing, questa traccia perde le caratteristiche hardstyle del duo, sottolineando il genere electro house. Il loro secondo singolo con i Sick Individuals, Into The Light, pubblicato per Revealed Recordings, è basato su uno stile simile a quello di Parnassia, che si affermò sempre più come marchio di fabbrica di DBSTF. In seguito, Afreaka, pubblicato per Mainstage Music, fu elogiato per la commistione di sonorità big room e progressive house.
Dopo la collaborazione progressive con Dash Berlin, Waka Flocka Flame e DJ Whoo Kid, intitolata Gold, fu presentata la terza collaborazione con i Blasterjaxx, Hit Me, cantata da Go Comet!. Fu presentata in anteprima dai Blasterjaxx durante la loro esibizione all'Ultra Music Festival 2016. La traccia, per quanto risultasse avere sonorità insolite sia per DBSTF che per Blasterjaxx, ricevette grandi consensi. Come Parnassia, fu pubblicata per l'etichetta Maxximize Records dei Blasterjaxx.
Verso la fine del 2016, pubblicarono la canzone Everything Changed, presentata come inno al WiSH Outdoor Festival 2016. Della stessa è stato pubblicato un "Dedicated Mix" in veste hardstyle. Poco dopo hanno pubblicato una collaborazione con Maurice West su Mainstage, di titolo Temple, elogiata in particolare per il valore di riconoscimento di entrambi gli stili. Sulla stessa onda, il brano Noise, pubblicato il 16 gennaio 2017, presenta una collaborazione con Dannic. Ha raggiunto la cima delle classifiche di genere di Beatport ed è stato pubblicato su "Maxximize" dei Blasterjaxx.

### Antidote

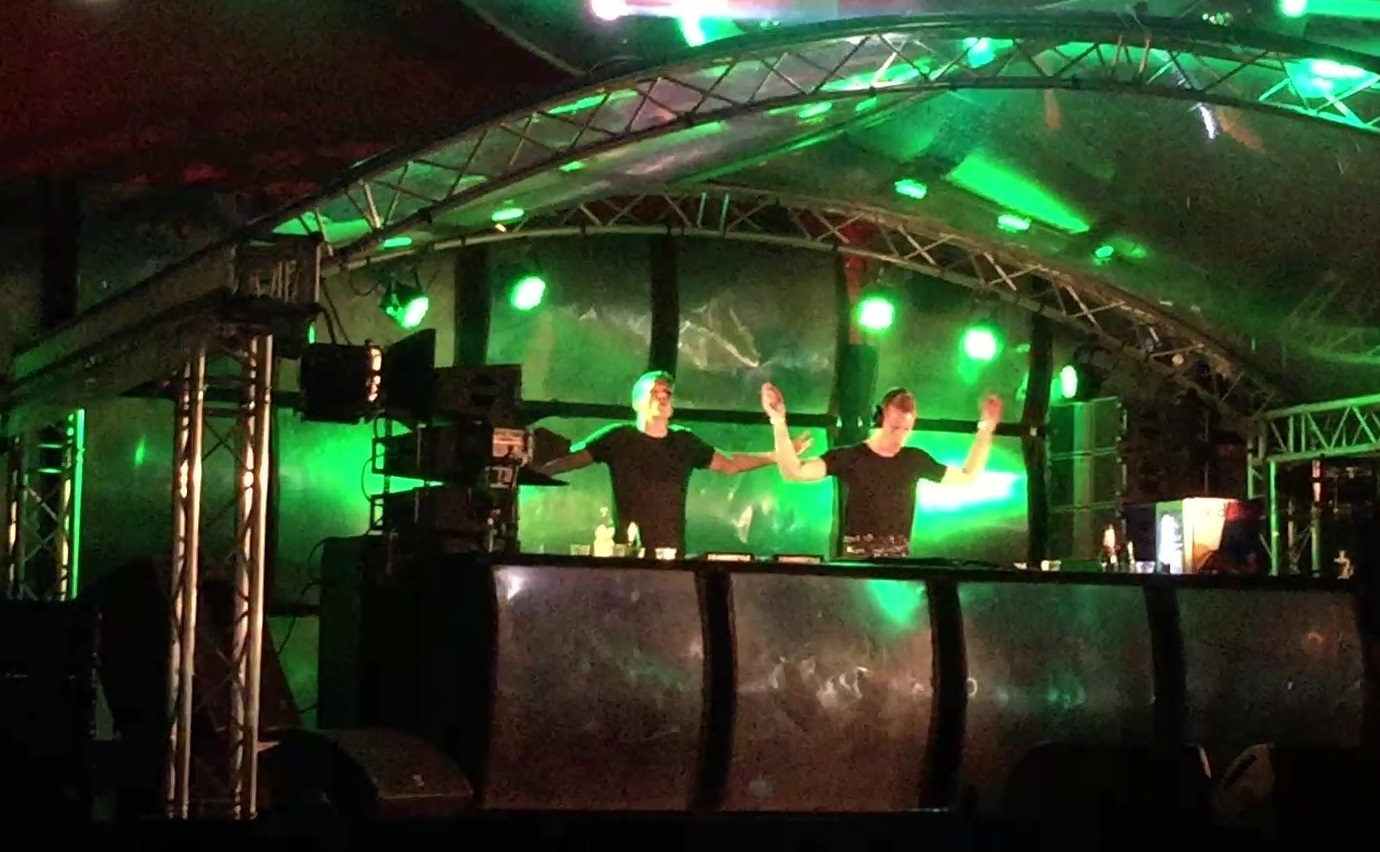
D-Block & S-te-Fan all'Airbeat One, nel 2016.

Il 26 giugno 2017, hanno pubblicato per la prima volta da molto tempo un singolo con il loro progetto hardstyle originale. La traccia è stata intitolata Angels & Demons ed è uscita su Scantraxx. È stata seguita dai brani Antidote e By Myself (tramite Mainstage Music) come primi singoli estratti dal successivo album in studio. Il 12 dicembre 2017 è stato pubblicato il terzo album in studio con titolo Antidote. Le produzioni hardstyle incluse sono state tutte distribuite come singoli promozionali nelle settimane precedenti.
Il 23 marzo 2018 è stata pubblicata Twilight Zone. È stata seguita nel maggio 2018 dalla canzone The Ultimate Celebration insieme a Frequencerz come inno per Intents Festival 2018. Nel giugno 2018 hanno pubblicato il singolo We Do not Stop (Lights Out) in collaborazione con MC Villain. Le voci femminili sono state fornite dalla sorella Bakels Evelyn. Nell'agosto 2018, è uscita la canzone Ghost Stories, presentata allo spettacolo finale del Defqon.1 Festival.

### Ghost Stories
Nel 2019 fondano il collettivo Ghost Stories insieme alla cantante olandese Evelyn, già presente in singoli come Angels & Demons e Ghost Stories. I tre si esibiscono live in diversi festival, con questo nuovo concept show che vede il duo mascherato dietro alla console, e pubblicano due singoli nel corso dell'anno, Open Your Mind e Fallen Souls.

## Discografia

### Album
- 2009 - Music Made Addictz
- 2011 - Rockin’ Ur Mind (compilation)
- 2017 - Antidote
- 2021 - Enter Your Mind

### Raccolte
- 2009 - Music Made Addictz 001: Sound Of Thunder (feat. Mc Villain)
- 2009 - Music Made Addictz 002: Music Is Why (feat. DJ Isaac)
- 2009 - Music Made Addictz 003: Shiverz (feat. High Voltage)
- 2009 - Music Made Addictz 004: The Human Soul (feat. Wildstylez)

### Singoli

#### 2005
- Rock Diz Joint/Freak on it! (vs. Tha Bazzpimpz)
- Fresh New Beat

#### 2006
- Keep it Coming / Our Way (feat. MC Villain)
- U Will Be Dancing

#### 2007
- Guilty / We Be Kickin’ Bass

#### 2008
- Evolutionz / Part of the Hard (feat. MC Villain)
- Ride Wit Uz / Stronger
- Kingdom / Total Eclipz

#### 2009
- Creation of Life (Reverze 2009 Anthem) (feat. Coone)
- Rock Diz / In Other Wordz (vs. Deepack)
- Crank (vs. Coone)
- Music Made Addict / Shallow Planet
- The Nature Of Our Mind (Qlimax Anthem 2009)
- Let It Go (feat. Josh & Wesz)
- Supernova
- Dreamers Of Dreamz
- Teqnology
- Let’z Dance
- Ultimate High
- Ride Wit Uz
- The Essence Of Sound

#### 2010
- Together / Alone
- A Decade of Dedication (Anthem of "10 Years of Q-dance - De Q-dance Feestfabriek") (con MC DV8 & Villain)
- Revelation / Anger

#### 2011
- Kingdom (distribuito con EP remix)
- Music Made Addict (distribuito con EP remix)
- Evolutionz (distribuito con EP remix)
- Part of the Hard (feat. MC Villain; distribuito con EP remix)
- Loopmachine
- Speed Of Sound (vs. Isaac)
- Rockin Ur Mind
- Madhouse (feat. Zatox)
- The Magical Mystery (feat. MC Villain)
- Underground Tacticz
- In The Air
- Show Me The Way
- We Do Our Thing / The Dream Goes On (vs. Deepack)

#### 2012
- Take Me There / Our Music
- Rebel

#### 2013
- Twisted Mind Fantasy
- X Gonna Give It To Ya (feat. MC Villain)
- Save Our Dreams (The Pitcher & DV8 Rocks!)
- Beat as One (feat. F8trix)

#### 2014
- Alive (feat. Isaac)
- Worlds Collide (feat. Chris Madin)
- Rocking With The Best (con Deepack)
- Beautiful World (come DBSTF con Blasterjaxx feat. Ryder)

#### 2015
- Louder (con Rebourne)
- Do Your Thing (come DBSTF)
- Waiting For You (come DBSTF con Sick Individuals)
- Higher / Drop it Down

#### 2016
- Parnassia (come DBSTF con Blasterjaxx)
- Into The Light (come DBSTF con Sick Individuals)
- Afreaka (come DBSTF)
- Gold (come DBSTF con Dash Berlin feat. Jake Reese, Waka Flocka & DJ Whoo Kid)
- Hit Me (come DBSTF con Blasterjaxx feat. Go Comet!)
- Everything Changed (come DBSTF)
- Temple (come DBSTF con Maurice West)

#### 2017
- Noise (come DBSTF con Dannic)
- Angels & Demons
- Antidote
- By Myself
- Promised Land

#### 2018
- Twilight Zone
- The Ultimate Celebration (Official Intents Festival 2018 Anthem) (con Frequencerz)
- We Don’t Stop (Lights Out) (con Villain feat. Evelyn)
- Ghost Stories
- Gave You My Love

#### 2019
- Forthenite
- Darkest Hour (The Clock) (con Sub Zero Project)
- Wolves Cry (con Wildstylez)
- World Renowned (con DJ Isaac)
- Brace Yourself (IMPAQT 2019 Anthem)

#### 2020
- Feel It! (con D-Sturb)
- Bla Bla
- Love On Fire
- Harder State of Mind (con Dj Isaac)
- Feel Inside
- Trouble (feat. Villain)

### Remix
- 2006 - Luna & Thilo - Existence
- 2008 - Coone - Words from the Gang
- 2008 - Beholder & Balistic - Decibel 2002 (D-Block & S-te-Fan’s 2008 Remix)
- 2008 - The Viper & G-Town Madness - Here it Comes
- 2010 - Headhunterz vs. Wildstylez - Blame It On The Music
- 2010 - The Pitcher - Start Rocking
- 2011 - Critical Mass - Burnin Love
- 2012 - Di-rect - Young Ones
- 2014 - Dash Berlin & Jay Cosmic ft. Collin McLoughlin - Here Tonight
- 2015 - Blasterjaxx & DBSTF - Beautiful World (D-Block & S-te-Fan Hardstyle Remix)